# Carbure de chrome
Le carbure de chrome, ou dicarbure de trichrome, est un composé chimique de formule Cr3C2. Il s'agit d'une céramique réfractaire combustible mais difficilement inflammable qui cristallise dans le système orthorhombique avec le groupe d'espace Pnma (no 62). On peut le trouver à l'état naturel sous la forme d'un minéral très rare, la tongbaïte (en). Il existe également d'autres carbures de chrome, de formule Cr7C3 et Cr23C6, de structures cristallines respectivement hexagonale et cubique ; un dérivé ferreux ce dernier a été signalé en 1998 sous la forme d'un minéral appelé isovite formé de (Cr,Fe)23C6. Ces composés, surtout le Cr3C2, sont résistants à l'usure et sont utilisés en traitement de surface.

## Préparation
On peut obtenir du carbure de chrome par mécanosynthèse (en). Dans ce type de procédé, le chrome métallique et le carbone pur sous forme de graphite sont chargés dans un moulin à billes et broyés en une poudre fine. Une fois les composants broyés, ils sont pressés pour former une pièce en forme de pastille qui est ensuite soumise à un pressage isostatique à chaud. Ce dernier utilise un gaz inerte, principalement de l'argon, dans un four scellé. Ce gaz sous pression applique à la pièce une pression équivalente dans toutes les directions pendant que le four est chauffé. La chaleur et la pression font réagir le graphite et le chrome métallique pour donner du carbure de chrome. La diminution de la fraction de carbone dans le mélange initial a pour effet de favoriser la formation des formes Cr7C3 et Cr23C6 de carbure de chrome.
Le carbure de chrome peut être obtenu en faisant réagir de l'oxyde de chrome(III) Cr2O3 avec de l'aluminium pur et du graphite dans une réaction exothermique :
3 Cr2O3 + 6 Al + 4 C ⟶ 2 Cr3C2 + 3 Al2O3.
Dans cette méthode, les réactifs sont broyés et mélangés dans un moulin à billes. Le mélange en poudre est ensuite pressé pour former une pièce en forme de pastille placée sous atmosphère inerte d'argon. L'échantillon est ensuite chauffé. La chaleur peut être fournie par un fil chauffé, une étincelle, un laser ou un four. La réaction étant exothermique, elle se propage dans le reste de l'échantillon en même temps que la chaleur.

## Utilisation
Le carbure de chrome est utilisé comme additif dans les outils de coupe en carbures cémentés, afin d'en améliorer la dureté en empêchant la croissance de grains de grande taille. Le principal constituant de la plupart des outils de coupe de grande dureté est le carbure de tungstène WC. Ce dernier est combiné avec d'autres carbures tels que le carbure de titane TiC, le carbure de niobium NbC et le carbure de chrome Cr3C2 et fritté avec une matrice de cobalt. Le Cr3C2 empêche la formation de grains trop gros dans le composite, ce qui se traduit par une structure à grains plus fins d'une ténacité supérieure.